# 1990-es Formula–1 francia nagydíj
A francia nagydíj volt az 1990-es Formula–1 világbajnokság hetedik futama.

## Futam
Franciaországban Mansell indult a pole-ból, Berger, Senna és Prost előtt.
A rajtnál Berger elment Mansell mellett, Prost több helyet visszacsúszott. A 2. körben Senna megelőzte Mansellt, majd Bergert is, amikor az osztráknak gumiproblémái akadtak. Szinte az egész mezőny kiállt gumit cserélni a két Leyton House kivételével. A boxkiállások után Ivan Capelli vezetett Maurício Gugelmin, Prost, Nannini, Mansell és Senna előtt. Prost később megelőzte Gugelmint, aki később motorhiba miatt kiesett. Míg Prost Capellihez közeledett, Mansell megelőzte Nanninit. Miután a brit utolérte az élen haladókat motorhiba miatt kiállni kényszerült. Capelli az élen sikeresen védte pozícióját, de motorjával probléma akadt, ezért lelassult. Nannini a harmadik helyen autózott, de elektronikai hiba miatt kiesett. Prost a Ferrari 100. győzelmét szerezte meg, mögötte Capelli, Senna, Piquet, Berger és Patrese szerzett pontot.
|         | Rsz. | Versenyző          | Csapat                | Körök | Idő/Kiesések   | Rajthely | Pontok |
| ------- | ---- | ------------------ | --------------------- | ----- | -------------- | -------- | ------ |
| 1       | 1    | Alain Prost        | Ferrari               | 80    | 1:33:29,606    | 4        | 9      |
| 2       | 16   | Ivan Capelli       | Leyton House-Judd     | 80    | + 8,626        | 7        | 6      |
| 3       | 27   | Ayrton Senna       | McLaren-Honda         | 80    | + 11,606       | 3        | 4      |
| 4       | 20   | Nelson Piquet      | Benetton-Ford         | 80    | + 41,207       | 9        | 3      |
| 5       | 28   | Gerhard Berger     | McLaren-Honda         | 80    | + 42,219       | 2        | 2      |
| 6       | 6    | Riccardo Patrese   | Williams-Renault      | 80    | + 1:09,351     | 6        | 1      |
| 7       | 30   | Szuzuki Aguri      | Larrousse-Lamborghini | 79    | + 1 kör        | 14       |        |
| 8       | 29   | Éric Bernard       | Larrousse-Lamborghini | 79    | + 1 kör        | 11       |        |
| 9       | 26   | Philippe Alliot    | Ligier-Ford           | 79    | + 1 kör        | 12       |        |
| 10      | 9    | Michele Alboreto   | Arrows-Ford           | 79    | + 1 kör        | 18       |        |
| 11      | 11   | Derek Warwick      | Lotus-Lamborghini     | 79    | + 1 kör        | 16       |        |
| 12      | 12   | Martin Donnelly    | Lotus-Lamborghini     | 79    | + 1 kör        | 17       |        |
| 13      | 8    | Stefano Modena     | Brabham-Judd          | 78    | + 2 kör        | 20       |        |
| 14      | 25   | Nicola Larini      | Ligier-Ford           | 78    | + 2 kör        | 19       |        |
| 15      | 7    | David Brabham      | Brabham-Judd          | 77    | + 3 kör        | 25       |        |
| 16      | 19   | Alessandro Nannini | Benetton-Ford         | 75    | Elektronika    | 5        |        |
| 17      | 18   | Yannick Dalmas     | AGS-Ford              | 75    | + 5 kör        | 26       |        |
| 18      | 2    | Nigel Mansell      | Ferrari               | 72    | Motorhiba      | 1        |        |
| Kizárva | 22   | Andrea de Cesaris  | Dallara-Ford          | 78    | Kizárva        | 21       |        |
| Kiesett | 3    | Nakadzsima Szatoru | Tyrrell-Ford          | 63    | Váltóhiba      | 15       |        |
| Kiesett | 15   | Maurício Gugelmin  | Leyton House-Judd     | 58    | Motorhiba      | 10       |        |
| Kiesett | 23   | Pierluigi Martini  | Minardi-Ford          | 40    | Elektronika    | 23       |        |
| Kiesett | 4    | Jean Alesi         | Tyrrell-Ford          | 23    | Differenciálmű | 13       |        |
| Kiesett | 10   | Alex Caffi         | Arrows-Ford           | 22    | Felfüggesztés  | 22       |        |
| Kiesett | 5    | Thierry Boutsen    | Williams-Renault      | 7     | Motorhiba      | 8        |        |
| Kiesett | 21   | Emanuele Pirro     | Dallara-Ford          | 7     | Fékhiba        | 24       |        |
| NK      | 24   | Paolo Barilla      | Minardi-Ford          |       |                |          |        |
| NK      | 17   | Gabriele Tarquini  | AGS-Ford              |       |                |          |        |
| NK      | 35   | Gregor Foitek      | Onyx-Ford             |       |                |          |        |
| NK      | 36   | Jyrki Järvilehto   | Onyx-Ford             |       |                |          |        |
| NeK     | 14   | Olivier Grouillard | Osella-Ford           |       |                |          |        |
| NeK     | 33   | Roberto Moreno     | Euro Brun-Judd        |       |                |          |        |
| NeK     | 34   | Claudio Langes     | Euro Brun-Judd        |       |                |          |        |
| NeK     | 31   | Bertrand Gachot    | Coloni-Subaru         |       |                |          |        |
| NeK     | 39   | Bruno Giacomelli   | Life                  |       |                |          |        |

## Statisztikák
Vezető helyen:
- Gerhard Berger: 27 (1-27)
- Ayrton Senna: 2 (28-29)
- Nigel Mansell: 2 (30-31)
- Riccardo Patrese: 1 (32)
- Ivan Capelli: 45 (33-77)
- Alain Prost: 3 (78-80)

Alain Prost 42. (R) győzelme, Nigel Mansell 12. pole-pozíciója, 14. leggyorsabb köre.
- Ferrari 100. győzelme.

Riccardo Patrese 200. (R) versenye.